# Чуриков, Николай Степанович
Николай Степанович Чуриков (1910—1997) — лейтенант Рабоче-крестьянской Красной Армии, участник Великой Отечественной войны, Герой Советского Союза (1944).

## Биография
Николай Чуриков родился 23 декабря 1910 года в ауле Джумат (ныне — Жанибекский район Западно-Казахстанской области Казахстана). До войны проживал и работал в Уральске. Окончил Саратовский кооперативный техникум. В июле 1941 года Чуриков был призван на службу в Рабоче-крестьянскую Красную Армию. С июля 1942 года — на фронтах Великой Отечественной войны. В 1943 году Чуриков окончил курсы младших лейтенантов.
К июню 1944 года младший лейтенант Николай Чуриков командовал ротой 241-го стрелкового полка 95-й стрелковой дивизии 49-й армии 2-го Белорусского фронта. Отличился во время освобождения Могилёвской области Белорусской ССР. В ночь с 26 на 27 июня 1944 года рота Чурикова переправилась через Днепр в районе деревни Колесище Могилёвского района и захватила плацдарм на его западном берегу, после чего удерживала его до переправы основных сил.
Указом Президиума Верховного Совета СССР от 21 июля 1944 года младший лейтенант Николай Чуриков был удостоен высокого звания Героя Советского Союза с вручением ордена Ленина и медали «Золотая Звезда».
После окончания войны в звании лейтенанта Чуриков был уволен в запас. Проживал и работал в Уральске. В 1957 году он окончил Ленинградский институт защиты растений. Умер 4 июня 1997 года.
Был также награждён орденами Отечественной войны 1-й степени, Красной Звезды и «Знак Почета», рядом медалей.